# 1905年巴布亚法令
《1905年巴布亚法令》（英語：Papua Act 1905）是澳大利亚议会的一项法令，旨在将巴布亚领地从英国移交予澳大利亚。法令的詳題是《旨在接受英属新几内亚为澳大利亚联邦及其政府管辖下的领土的法令》（An Act to provide for the acceptance of British New Guinea as a Territory under the authority of the Commonwealth, and for the Government thereof）。该法令正式将巴布亚纳入澳大利亚的海外领地，并一直有效，直到《1949年巴布亚及新几内亚法令》通过后，巴布亚与新几内亚合并。